# 카이스트 (드라마)
《카이스트》는 1999년 1월 24일부터 2000년 10월 8일까지 SBS에서 방영한 일요드라마이며, 한국과학기술원(KAIST)에 다니는 대학생들의 모습을 담았다.
카이스트 1기에서는 전자, 전산학도들에게 포커스가 맞춰져서 실제 세계 최초로 카이스트 김종환 교수가 개발한 로봇 축구와 로봇 동아리 MR 등이 소재로 등장해 인기를 끌었다. 또한 당시 신인급이었지만 지금은 스타로 성장한 많은 배우들과 함께 실제 카이스트 학생들이 드라마에 종종 출연하여 주목을 끄는 등 종영한 지 꽤 시간이 지난 아직까지 마니아층을 가지고 있는 드라마이기도 하다.
높은 시청률을 기록하며 1기(1~67회)를 마쳤고, 새 단장을 한 카이스트 항공 동아리 '이카루스'를 소재로 한 카이스트 2기(68~81회)가 제작되었는데 당초 6개월 예정으로 제작됐지만 방영이 길어지면서 소재 고갈 뿐 아니라 20%를 유지하던 시청률이 12%로 떨어졌다.
결국 2000년 6월 4일부터 작가와 출연진을 대폭 교체했으나(2기) 이 같은 변화에도 시청률이 오르지 않자 공동 연출자 주병대 김경용 PD(2000년 6월 4일부터 공동 연출자로 합류)와 박경수 작가 등 작가팀 전원이 7월 9일 방송분을 끝으로 빠진 뒤 김윤영 작가로 집필자가 바뀐 한편 신윤섭 PD로 연출자가 교체됐고 이 과정에서 같은 달 2일부터 기계과 복학생 홍수리 역으로 투입된 홍경인이 담당 PD의 갑작스런 교체 뿐 아니라 배역 비중에 대한 불만 탓인지 1회 만에 빠졌으며 연출자 변경과 함께 I'M 프로덕션 외주제작에서 SBS 자체제작(상세하게 말하자면 자회사 SBS 프로덕션 외주제작)으로 변경됐다.
그 결과 2기는 1기의 인기에는 미치지 못한 채 종영되었는데 2000년 7월 2일부터 홍수리 역으로 중도합류한 홍경인이 담당 PD(외주제작사도 변경)의 갑작스런 교체 뿐 아니라 배역 비중에 대한 불만 탓인지 1회 만에 빠진 뒤 김승수 (오현민 역) (2000년 7월 16일부터) 송은영 (김한이 역) (2000년 7월 16일부터) 등을 중도합류시켰다.
그럼에도 시청률이 오르지 않자 김여진 (은나영 역) 조현재 (장동하 역) 김지연 (최다은 역) 이효정 김현기 (박학식 역) 등을 2000년 8월 13일부터 중도합류시켰으나 같은 해 가을개편으로 막을 내렸다.

## 방송 기간
| #   | 방송 기간                         | 회차        | 방송 시간          |
| --- | --------------------------------- | ----------- | ------------------ |
| 1기 | 1999년 1월 24일 ~ 2000년 5월 28일 | 1회 ~ 67회  | 일요일 밤 9시 50분 |
| 2기 | 2000년 6월 4일 ~ 2000년 10월 8일  | 68회 ~ 81회 | 일요일 밤 9시 50분 |

## 등장 인물

### 1기
- 이휘향 (이희정 교수 역)
- 김기현 (김대현 교수 역)
- 이진우 (박상훈 교수 역)
- 안정훈 (박기훈 교수 역)
- 백종학 (서 교수 역)
- 이민우 (이민재 역)
- 채림 (박채영 역)
- 신은정 (신남희 역)
- 이은주 (구지원 역)
- 김정현 (김정태 역)
- 정성화 (정만수 역)
- 정민 (최재명 역)
- 허영란 (오옥주 역)
- 마이클 (마이클 역)
- 강성연 (민경진 역)
- 추자현 (추자현 역)
- 이나영 (이혜성 역)
- 지성 (강대욱 역)
- 김주혁 (정명환 역)
- 김정민 (정진수 역)
- 윤지민 (윤지민 역)
- 연정훈 (양병석 역)
- 이규한 (이규한 역)(아역:최우혁)
- 류중희 (류중희 역) - 실제 카이스트 재학생
- 김찬우 (김석우 역)
- 이원재 (정경식 교수 역) - 기계과
- 운기호 (운기호 역) - 기계과 엔진 랩장
- 김미경 (석학의집 사장 김미순 역)
- 김보성 (캠퍼스 폴리스 역) - 1~10회까지 출연
- 이두일 (캠퍼스 폴리스 역) - 12~81회까지 출연

### 그 외
- 송재호 (최재명 아버지 역) 5회
- 이재황 (해커 다크맨 역) 10회
- 이병헌 (시각장애인 프로그래머 강석민 역) 12회
- 김승현 (벤처회사 사장 카이스트 선배 역) 15회
- 김명국 (국제신용카드사 사장 김영국 역) 19회
- 안승훈 (경찰청 컴퓨터 범죄수사대 김덕만 역) 22회, 23회
- 최병학 (일본 로봇 축구 쇼군팀의 지도교수 역) 24회, 25회
- 최명수 (물리학과 최일한 교수 역) 34회, 35회
- 최성민 (유학생 출신 강승준 역) 36회, 37회
- 정태우 (구지원 동생 구지석 역) 38회, 39회
- 김명민 (강현무 역) 40회, 41회
- 이윤석 (박사과정 박영석 역) 42회, 43회
- 맹상훈 (아마추어 개인 부품 개발업자 역) 52회, 53회
- 박용식 (아마추어 발명가 할아버지 역) 66회, 67회
- 정인선 (이희정 교수 조카 은하 역) 44회
- 서재경 (카이스트 학생들이 농활 간 동네의 학생 역) 28회, 29회
- 정영숙 (이민재 어머니 역) 14회
- 강승연 : 강혜진 역
- 손민석
- 손민우
- 이창주 : 이재훈 역
- 김형범
- 차승민 : 정명환의 연인 한지혜 역
- 신귀식
- 최범호
- 전해룡
- 전재룡
- 정성환
- 이원용
- 차광수
- 손현주
- 김광필
- 김단비
- 진흥기
- 조재완 : 명수 역
- 황우성
- 오승명
- 성인자
- 배도환
- 김동수
- 김태풍
- 김민조
- 이궁희
- 김영옥
- 윤덕현
- 이동주
- 이수성
- 김주후
- 이해범
- 이대희
- 이애정
- 이숙
- 이종만
- 최준용
- 김남진
- 김충렬
- 정욱
- 원기준
- 김시원
- 방은희
- 최종원
- 이주현
- 이재포
- 이원발
- 이배국
- 신현숙
- 라재웅
- 문회원
- 박정수
- 류덕환
- 한희 : 박소영 역
- 추소영
- 이춘교
- 정형기
- 주부진
- 봉혜선
- 안경용
- 김혜선
- 김홍수
- 김영미
- 이원재
- 심양홍
- 김경식
- 이상혁
- 오상민
- 방선권
- 윤현민
- 최항석
- 손종범
- 양재성
- 허정규
- 박경림
- 김석훈
- 이진아
- 윤기원
- 하승리
- 옥승일
- 오아랑
- 황미선
- 민경조
- 공형진
- 송지은
- 김홍표
- 권도경
- 임채연
- 장은비
- 이상은
- 최진홍
- 김용헌
- 김유철
- 우현주
- 송희아
- 곽정욱 : 김현석 역
- 김학준
- 김정은
- 편일태
- 박성혜
- 김희정
- 최성호
- 이상훈
- 이은희
- 양은용
- 성창훈
- 이경화
- 김준우
- 김영철
- 박광현
- 고미영
- 김미희
- 박미영
- 방경림
- 박윤현
- 박형재
- 이주석
- 김성은
- 황정미
- 박진희 (자인 역)
- 이형철 카이스트 졸업생 강재호 신남희가 짝사랑 했던 선배 9회
- 조권탁
- 조선주
- 권오영
- 김성훈
- 백승욱
- 도기석
- 이동훈
- 원숙희
- 이다연
- 황금희
- 김수련
- 김민정

### 2기
- 이재황 (이재성 역)
- 지양명 (홍수진 역)
- 기태영 (기태훈 역)
- 김민정 (김민희 역)
- 김재인 (화경 역)
- 송은영 (김한이 역) (2000년 7월 16일부터 중도합류)
- 고구려 (상철 역)
- 이자영 (진희 역)
- 조현재 (장동하 역) (2000년 8월 13일부터 중도합류)
- 홍경인 (홍수리 역) (2000년 7월 2일부터 합류했으나 1회 만에 하차)
- 김정욱 (김욱 역)
- 김승수 (오현민 교수 역) (2000년 7월 16일부터 중도합류)
- 김여진 (은나영 교수 역) (2000년 8월 13일부터 중도합류)
- 김창완 (항공과 교수)
- 백일섭 (학부장)
- 윤여정 (동아리 지도교수)
- 이효정 (2000년 8월 13일부터 중도합류)
- 김지연 (최다은 역) (2000년 8월 13일부터 중도합류)
- 김현기 (박학식 역) (2000년 8월 13일부터 중도합류)
- 송승환
- 이영호
- 주현성 (로켓동아리 미르 학생 역)
- 전웅 (로켓동아리 미르 학생 역)

## 에피소드 목록
| 번호 | 제목                    | 감독           | 작가           | 본 방송 날짜     |
| --- | ----------------------- | -------------- | -------------- | ---------------- |
| 01 | "돌아온 신화"           | 주병대         | 송지나, 문희정 | 1999년 1월 24일  |
| 02 | "해커와 크레커"         | 주병대         | 송지나, 박경수 | 1999년 1월 31일  |
| 03 | "베링 방정식 I"         | 주병대         | 송지나, 김남희 | 1999년 2월 7일   |
| 04 | "베링 방정식 II"        | 주병대         | 송지나, 김남희 | 1999년 2월 14일  |
| 05 | "귤과 오리발"           | 주병대         | 송지나, 한지훈 | 1999년 2월 21일  |
| 06 | "살리에르의 슬픔"       | 주병대         | 송지나, 김윤정 | 1999년 2월 28일  |
| 07 | "정답 없는 문제"        | 주병대         | 송지나, 김남희 | 1999년 3월 7일   |
| 08 | "결승전의 비밀"         | 주병대         | 송지나, 박경수 | 1999년 3월 14일  |
| 09 | "왕자와 삐에로"         | 주병대         | 송지나, 한지훈 | 1999년 3월 21일  |
| 10 | "파스칼의 삼각형"       | 주병대         | 송지나, 김윤정 | 1999년 3월 28일  |
| 11 | "우리의 소원"           | 주병대         | 송지나, 박경수 | 1999년 4월 4일   |
| 정부조직 개편에 따라 카이스트가 교육부로 이관된다는 소식이 들려온다. 학생들은 비상대책위원회를 설립하고 집회에 참석한다. |                         |                |                |                  |
| 12 | "별"                    | 주병대         | 송지나, 김남희 | 1999년 4월 11일  |
| 시각장애인들에게 컴퓨터를 가르치는 강성민(이병헌)이 박기훈 교수를 찾아온다.                                              |                         |                |                |                  |
| 13 | "너에게 묻는다"         | 주병대         | 송지나, 한지훈 | 1999년 4월 18일  |
| 14 | "Y2K 전주곡"            | 주병대         | 송지나, 김윤정 | 1999년 4월 25일  |
| 15 | "벤쳐의 꿈"             | 주병대         | 송지나, 김남희 | 1999년 5월 2일   |
| 16 | "로봇축구대회 I"        | 주병대         | 송지나, 박경수 | 1999년 5월 9일   |
| 1999년 브라질에서 열릴 세계로봇축구대회 참가권을 건 카이스트 로봇축구대회가 개최된다.                                    |                         |                |                |                  |
| 17 | "로봇축구대회 II"       | 주병대         | 송지나, 박경수 | 1999년 5월 16일  |
| 18 | "가위 바위 보 I"        | 주병대         | 송지나, 한지훈 | 1999년 5월 23일  |
| 19 | "가위 바위 보 II"       | 주병대         | 송지나, 한지훈 | 1999년 5월 30일  |
| 20 | "오래된 연인 I"         | 주병대         | 송지나, 김윤정 | 1999년 6월 6일   |
| 21 | "오래된 연인 II"        | 주병대         | 송지나, 김윤정 | 1999년 6월 13일  |
| 22 | "미로게임 I"            | 주병대         | 송지나, 김남희 | 1999년 6월 20일  |
| 23 | "미로게임 II"           | 주병대         | 송지나, 김남희 | 1999년 6월 27일  |
| 24 | "마지막 승부 I"         | 주병대         | 송지나, 박경수 | 1999년 7월 4일   |
| 25 | "마지막 승부 II"        | 주병대         | 송지나, 박경수 | 1999년 7월 11일  |
| 26 | "초대받지 않은 손님 I"  | 주병대         | 송지나, 한지훈 | 1999년 7월 18일  |
| 27 | "초대받지 않은 손님 II" | 주병대         | 송지나, 한지훈 | 1999년 7월 25일  |
| 28 | "고사리의 여름 I"       | 주병대         | 송지나, 김윤정 | 1999년 8월 1일   |
| 29 | "고사리의 여름 II"      | 주병대         | 송지나, 김윤정 | 1999년 8월 8일   |
| 30 | "업그레이드 I"          | 주병대         | 송지나, 김윤정 | 1999년 8월 15일  |
| 31 | "업그레이드 II"         | 주병대         | 송지나, 김윤정 | 1999년 8월 22일  |
| 32 | "선택 I"                | 주병대         | 송지나, 박경수 | 1999년 8월 27일  |
| 33 | "선택 II"               | 주병대         | 송지나, 박경수 | 1999년 9월 5일   |
| 34 | "마지막 강의 I"         | 주병대         | 송지나, 한지훈 | 1999년 9월 12일  |
| 35 | "마지막 강의 II"        | 주병대         | 송지나, 한지훈 | 1999년 9월 19일  |
| 36 | "여자와 인간 I"         | 주병대         | 송지나, 김윤정 | 1999년 10월 3일  |
| 37 | "여자와 인간 II"        | 주병대         | 송지나, 김윤정 | 1999년 10월 10일 |
| 38 | "환절기 I"              | 주병대         | 송지나, 김남희 | 1999년 10월 17일 |
| 39 | "환절기 II"             | 주병대         | 송지나, 김남희 | 1999년 10월 24일 |
| 40 | "현무의 로켓 I"         | 주병대         | 송지나, 박경수 | 1999년 10월 31일 |
| 41 | "현무의 로켓 II"        | 주병대         | 송지나, 박경수 | 1999년 11월 7일  |
| 42 | "엑스트라 I"            | 주병대         | 송지나, 한지훈 | 1999년 11월 21일 |
| 43 | "엑스트라 II"           | 주병대         | 송지나, 한지훈 | 1999년 11월 28일 |
| 44 | "은하"                  | 주병대         | 김남희         | 1999년 12월 5일  |
| 45 | "울타리"                | 주병대         | 박경수         | 1999년 12월 12일 |
| 46 | "우리들의 산타"         | 주병대         | 한지훈         | 1999년 12월 19일 |
| 47 | "1999년에 묻다"         | 주병대         | 김남희         | 1999년 12월 26일 |
| 48 | "사노라면 I"            | 주병대         | 송지나, 박경수 | 2000년 1월 9일   |
| 49 | "사노라면 II"           | 주병대         | 송지나, 한지훈 | 2000년 1월 16일  |
| 50 | "새로운 시작 I"         | 주병대         | 송지나, 김남희 | 2000년 1월 23일  |
| 51 | "새로운 시작 II"        | 주병대         | 송지나, 김남희 | 2000년 1월 30일  |
| 52 | "도전 I"                | 주병대         | 송지나, 김윤정 | 2000년 2월 13일  |
| 53 | "도전 II"               | 주병대         | 송지나, 김윤정 | 2000년 2월 20일  |
| 54 | "무공해의 꿈 I"         | 주병대         | 송지나, 박경수 | 2000년 2월 27일  |
| 55 | "무공해의 꿈 II"        | 주병대         | 송지나, 박경수 | 2000년 3월 5일   |
| 56 | "평행선 I"              | 주병대         | 송지나, 한지훈 | 2000년 3월 12일  |
| 57 | "평행선 II"             | 주병대         | 송지나, 한지훈 | 2000년 3월 19일  |
| 58 | "세발자전거 I"          | 주병대         | 송지나, 김남희 | 2000년 3월 26일  |
| 59 | "세발자전거 II"         | 주병대         | 송지나, 김남희 | 2000년 4월 2일   |
| 60 | "게임의 법칙 I"         | 주병대         | 송지나, 박경수 | 2000년 4월 9일   |
| 61 | "게임의 법칙 II"        | 주병대         | 송지나, 박경수 | 2000년 4월 16일  |
| 62 | "공회전 I"              | 주병대         | 송지나, 김윤정 | 2000년 4월 23일  |
| 63 | "공회전 II"             | 주병대         | 송지나, 김윤정 | 2000년 4월 30일  |
| 64 | "실종 I"                | 주병대         | 송지나, 한지훈 | 2000년 5월 7일   |
| 65 | "실종 II"               | 주병대         | 송지나, 한지훈 | 2000년 5월 14일  |
| 66 | "내일 I"                | 주병대         | 송지나, 김남희 | 2000년 5월 21일  |
| 67 | "내일 II"               | 주병대         | 송지나, 김남희 | 2000년 5월 28일  |
| 68 | "비상(飛上)"            | 주병대, 김경용 | 김윤정         | 2000년 6월 4일   |
| 69 | "적과의 동침"           | 주병대, 김경용 | 박경수         | 2000년 6월 18일  |

## 결방
- 1999년 9월 26일 : 추석특선영화 <넘버 3> 편성으로 결방
- 1999년 11월 14일 : 8시 45분부터 3부작 특집극 <아들아 너는 아느냐> 편성으로 결방
- 2000년 2월 6일 : 2부작 특집극 <백정의 딸> 편성으로 결방
- 2000년 6월 11일 : 남북정상회담 특별기획 <평화기념 콘서트> 1~2부 편성으로 결방
- 2000년 7월 23일 : SBS 창사 10주년 특별기획 <10대의 반란 2부-길 위에 선 아이들>  편성으로 결방
- 2000년 7월 30일 : SBS 창사 10주년 특별기획 <10대의 반란 4부-꿈꾸는 아이들>  편성으로 결방
- 2000년 9월 3일 : 방송의 날 특별기획 <김대중 대통령에게 듣는다> 편성으로 결방
- 2000년 9월 10일 : 추석특집 <남희석의 토크콘서트 색다른 밤> 편성으로 결방
- 2000년 9월 17일 : 마이클 잭슨 내한공연 편성으로 결방

## 음악
- 주제가
  - 카이스트 출연진 〈마음으로 그리는 세상〉
  - 카이스트 출연진 〈내 마음의 약속〉 (제52화~)

## 참고 사항
- 당초 일일시트콤 《순풍산부인과》 후속으로 기획되었지만 시청률의 호조를 보이자 계획을 수정,[7] 일요드라마 《파트너》의 후속으로 변경됐으며 이 과정에서 당초 주말 10시 50분에 편성됐으나[8] 《파트너》종영 후 토요일 오후 10시 50분, 일요일 오후 9시 50분에 편성된 <주병진 데이트라인>이 일요일 10시 50분으로 축소됐다.
- 2007년 KBS에서 카이스트를 소재로 《카이스트의 별》(가칭)이라는 새로운 드라마를 만들고자 학교를 직접 방문하고 배우들을 섭외하는 등 노력을 기울였으나 여러 가지 문제로 인해 실제 제작은 되지 못하였다.
- 해당드라마는 종영한지 23년만에 채널칭을 통해 다시 방송되었다.